# Giro d'Italia Ciclocross 2017-2018
De Giro d'Italia Ciclocross 2017-2018 was het 9de seizoen van het regelmatigheidscriterium in het veldrijden. De Giro d'Italia Ciclocross werd georganiseerd door A.S.D. Romano Scotti en bestond uit 6 crossen in Italië. 

## Puntenverdeling
De top vijftien ontving punten aan de hand van de volgende tabel:
| Positie | 1  | 2  | 3  | 4  | 5  | 6  | 7  | 8 | 9 | 10 | 11 | 12 | 13 | 14 | 15 |
| Punten  | 30 | 26 | 22 | 19 | 16 | 13 | 11 | 9 | 8 | 6  | 5  | 4  | 3  | 2  | 1  |

## Mannen elite

### Kalender en podia
| Datum      | Locatie                                             | Cat. | Eerste             | Tweede             | Derde              | Leider in het klassement |         |
| ---------- | --------------------------------------------------- | ---- | ------------------ | ------------------ | ------------------ | ------------------------ | ------- |
| 01/10/2017 | Giro d’Italia Ciclocross Numana, Numana             | –    | Stefano Sala       | Antonia Folcarelli | Marco Ponta        | Stefano Sala             | details |
| 29/10/2017 | Giro d’Italia Ciclocross Ferentino, Ferentino       | –    | Cristian Cominelli | Antonia Folcarelli | Stefano Capponi    | Antonia Folcarelli       | details |
| 12/11/2017 | Giro d’Italia Ciclocross Grumo Nevano, Grumo Nevano | –    | Antonia Folcarelli | Cristian Cominelli | Stefano Capponi    | Antonia Folcarelli       | details |
| 03/12/2017 | Giro d’Italia Ciclocross Silvelle, Silvelle         | –    | Gioele Bertolini   | Marco Fontana      | Stefano Sala       | Antonia Folcarelli       | details |
| 10/12/2017 | Giro d’Italia Ciclocross San Michele, San Michele   | –    | Cristian Cominelli | Nicolas Samparisi  | Lorenzo Samprarisi | Antonia Folcarelli       | details |
| 23/12/2017 | Giro d’Italia Ciclocross Barletta, Barletta         | –    | Cristian Cominelli | Stefano Capponi    | Antonia Folcarelli | Antonia Folcarelli       | details |

### Eindstand
| Pos. | Renner               | Team                          | NUM | FER | GRU | SIL | SAN | BAR | Punten |
| ---- | -------------------- | ----------------------------- | --- | --- | --- | --- | --- | --- | ------ |
| 1    | Antonia Folcarelli   | Race Mountain Folcarelli Team | 26  | 26  | 30  | 7   | 16  | 22  | 127    |
| 2    | Cristian Cominelli   | PRD Sport Factory Team        | –   | 30  | 26  | 9   | 30  | 30  | 125    |
| 3    | Stefano Capponi      | Pro Bike Riding Team          | 16  | 22  | 22  | 1   | 19  | 26  | 106    |
| 4    | Matteo Vidoni        | A.S.D. Team Velociraptors     | 13  | 19  | 13  | –   | –   | 19  | 64     |
| 5    | Michael Capati       | Time Bike Cicli Caprio        | 7   | 13  | 16  | –   | 4   | 16  | 56     |
| 6    | Stefano Sala         | Selle Italia Guerciotti Elite | 30  | –   | –   | 22  | –   | –   | 52     |
| 7    | Emanuele Di Giovanni | Digiotek Cycling Team         | –   | 7   | 19  | –   | 13  | 11  | 50     |
| 8    | Patrick Favaro       | A.S.D. Cicli Taddei           | 4   | 16  | 9   | –   | 11  | 9   | 49     |
| 9    | Daniele Panzarini    | A.S.D. Cicli Taddei           | 9   | –   | 11  | –   | 7   | 13  | 40     |
| 10   | Giulio Galli         | A.S.D. Cicli Taddei           | –   | 11  | 6   | –   | 9   | 7   | 33     |

## Vrouwen elite

### Kalender en podia
| Datum      | Locatie                                             | Cat. | Eerste          | Tweede           | Derde             | Leidster in het klassement |         |
| ---------- | --------------------------------------------------- | ---- | --------------- | ---------------- | ----------------- | -------------------------- | ------- |
| 01/10/2017 | Giro d’Italia Ciclocross Numana, Numana             | –    | Sara Casasola   | Alessia Bulleri  | Francesca Baroni  | Sara Casasola              | details |
| 29/10/2017 | Giro d’Italia Ciclocross Ferentino, Ferentino       | –    | Chiara Teocchi  | Sara Casasola    | Sylvia Persico    | Sara Casasola              | details |
| 12/11/2017 | Giro d’Italia Ciclocross Grumo Nevano, Grumo Nevano | –    | Alessia Bulleri | Nicole Fede      | Valeria Pompei    | Alessia Bulleri            | details |
| 03/12/2017 | Giro d’Italia Ciclocross Silvelle, Silvelle         | –    | Eva Lechner     | Francesca Baroni | Rebecca Gariboldi | Alessia Bulleri            | details |
| 10/12/2017 | Giro d’Italia Ciclocross San Michele, San Michele   | –    | Alessia Bulleri | Sylvia Persico   | Asia Zontone      | Alessia Bulleri            | details |
| 23/12/2017 | Giro d’Italia Ciclocross Barletta, Barletta         | –    | Alessia Bulleri | Sara Casasola    | Nicole Fede       | Alessia Bulleri            | details |

### Eindstand
| Pos. | Renster           | Team                           | NUM | FER | GRU | SIL | SAN | BAR | Punten |
| ---- | ----------------- | ------------------------------ | --- | --- | --- | --- | --- | --- | ------ |
| 1    | Alessia Bulleri   | Trentino Cross Giant-Selle Smp | 26  | 19  | 30  | 16  | 30  | 30  | 151    |
| 2    | Nicole Fede       | Valcar Pbm                     | 19  | 16  | 29  | 9   | 13  | 22  | 105    |
| 3    | Sara Casasola     | Trentino Cross Giant-Selle Smp | 30  | 26  | –   | 2   | –   | 26  | 84     |
| 4    | Gaia Realini      | Team Masciarelli               | 13  | 13  | 16  | 5   | 11  | 16  | 74     |
| 5    | Sylvia Persico    | Valcar Pbm                     | –   | 22  | –   | 11  | 26  | –   | 59     |
| 6    | Asia Zontone      | Trentino Cross Giant-Selle Smp | –   | 3   | –   | 6   | 22  | 19  | 50     |
| 7    | Sara Rossi        | Team Di Federico Pink          | 16  | 9   | 11  |     | 5   | 9   | 50     |
| 8    | Chiara Teocchi    | Bianchi Countervail            | –   | 30  | –   | 19  | –   | –   | 49     |
| 9    | Francesca Baroni  | Selle Italia Guerciotti Elite  | 22  | –   | –   | 26  | –   | –   | 48     |
| 10   | Giorgia Fraiegari | Team Masciarelli               | –   | 4   | 19  | 4   | 7   | 13  | 47     |

Kampioenschappen:  Wereldkampioenschappen ·
 Europese kampioenschappen ·
 Belgische kampioenschappen ·
 Nederlandse kampioenschappen
Klassementen:  Wereldbeker ·
 Superprestige ·
 DVV Verzekeringen/IJsboerke Trofee ·
 EKZ CrossTour ·
 TOI TOI Cup ·
 Coupe de France ·
 Copa de España ·
 New England Series ·
 US Cup
Overig:  Brico Cross ·
 Soudal Classics
Geen UCI-cat.:  Giro d'Italia Ciclocross
2011-2012 · 
2012-2013 · 
2013-2014 · 
2014-2015 · 
2015-2016 · 
2016-2017 ·
2017-2018 ·
2018-2019 ·
2019-2020 ·
2020-2021 ·
2021-2022